# Kollumer Veerhuis
Het Kollumer Veerhuis is een monumentaal pand aan de Keppelstraat in Dokkum in de Nederlandse provincie Friesland.
Het pand ligt op de hoek van de Keppelstraat, het Zuiderbolwerk en de Strobossersteeg in Dokkum. Het huis met de gemetselde trapgevel is waarschijnlijk halverwege de 17e eeuw gebouwd. Het huis lag aan de rand van de oude binnenstad vlak bij de vroegere Woudpoort en de stadswal. Voor 1832 was het een woonhuis onder meer van Jan Lolkes Suiderbaan, een advocaat bij het Hof van Friesland. In het pand zijn nog resten van het interieur uit de 18e eeuw bewaard gebleven. Omstreeks 1832 kreeg het pand de functie van herberg en koffiehuis. Vanwege de gunstige ligging bij de aanlegsteigers voor de trekschuiten naar ander Friese plaatsen maakten met name de passagiers van deze schepen gebruik van het veerhuis. De horecafunctie heeft het pand behouden tot in de tweede helft van de 20e eeuw. In 1963 verwierf de Vereniging Hendrick de Keyser het pand, dat erkend is als rijksmonument, in eigendom. In 1967 werd het Veerhuis door hen gerestaureerd. Het pand wordt door deze vereniging verhuurd.
Tegenover het voormalige veerhuis, op de andere hoek van de Keppelstraat en het Zuiderbolwerk, ligt een ander monumentaal pand, het voormalige brugwachtershuis.